# Bretigny
|  | Per a altres significats, vegeu «Brétigny». |

Bretigny és un municipi al departament de la Costa d'Or (regió de Borgonya - Franc Comtat, França). L'any 2007 tenia 869 habitants.

## Demografia

### Població
El 2007 la població de fet de Bretigny era de 869 persones. Hi havia 307 famílies, de les quals 45 eren unipersonals (11 homes vivint sols i 34 dones vivint soles), 80 parelles sense fills, 155 parelles amb fills i 27 famílies monoparentals amb fills.
La població ha evolucionat segons el següent gràfic:

### Habitatges
El 2007 hi havia 325 habitatges, 307 eren l'habitatge principal de la família, 2 eren segones residències i 16 estaven desocupats. 315 eren cases i 11 eren apartaments. Dels 307 habitatges principals, 277 estaven ocupats pels seus propietaris, 27 estaven llogats i ocupats pels llogaters i 4 estaven cedits a títol gratuït; 3 tenien dues cambres, 22 en tenien tres, 63 en tenien quatre i 220 en tenien cinc o més. 279 habitatges disposaven pel capbaix d'una plaça de pàrquing. A 89 habitatges hi havia un automòbil i a 208 n'hi havia dos o més.

### Piràmide de població
La piràmide de població per edats i sexe el 2009 era:
| Homes | Edats   | Dones |
| ----- | ------- | ----- |
| 0     | 95 o +  | 0     |
| 0     | 90 a 94 | 4     |
| 0     | 85 a 89 | 4     |
| 4     | 80 a 84 | 0     |
| 12    | 75 a 79 | 8     |
| 8     | 70 a 74 | 16    |
| 16    | 65 a 69 | 16    |
| 4     | 60 a 64 | 12    |
| 12    | 55 a 59 | 16    |
| 40    | 50 a 54 | 36    |
| 24    | 45 a 49 | 24    |
| 24    | 40 a 44 | 24    |
| 44    | 35 a 39 | 28    |
| 28    | 30 a 34 | 36    |
| 16    | 25 a 29 | 12    |
| 32    | 20 a 24 | 8     |
| 20    | 15 a 19 | 12    |
| 36    | 10 a 14 | 44    |
| 20    | 5 a 9   | 32    |
| 28    | 0 a 4   | 12    |

## Economia
El 2007 la població en edat de treballar era de 577 persones, 440 eren actives i 137 eren inactives. De les 440 persones actives 422 estaven ocupades (215 homes i 207 dones) i 18 estaven aturades (9 homes i 9 dones). De les 137 persones inactives 45 estaven jubilades, 73 estaven estudiant i 19 estaven classificades com a «altres inactius».

### Ingressos
El 2009 a Bretigny hi havia 322 unitats fiscals que integraven 944 persones, la mediana anual d'ingressos fiscals per persona era de 25.498 €.

### Activitats econòmiques
Dels 31 establiments que hi havia el 2007, 1 era d'una empresa alimentària, 1 d'una empresa de fabricació d'altres productes industrials, 5 d'empreses de construcció, 5 d'empreses de comerç i reparació d'automòbils, 2 d'empreses de transport, 1 d'una empresa d'hostatgeria i restauració, 2 d'empreses immobiliàries, 8 d'empreses de serveis, 4 d'entitats de l'administració pública i 2 d'empreses classificades com a «altres activitats de serveis».
Dels 6 establiments de servei als particulars que hi havia el 2009, 1 era un paleta, 1 fusteria, 1 lampisteria, 1 veterinari, 1 restaurant i 1 saló de bellesa.
Dels 2 establiments comercials que hi havia el 2009, 1 era una botiga de més de 120 m² i 1 una botiga de menys de 120 m².
L'any 2000 a Bretigny hi havia 12 explotacions agrícoles que ocupaven un total de 832 hectàrees.

## Equipaments sanitaris i escolars
El 2009 hi havia una escola elemental integrada dins d'un grup escolar amb les comunes properes formant una escola dispersa.

## Poblacions properes
El següent diagrama mostra les poblacions més properes.